# インド国立公文書館
座標: 北緯28度36分56秒 東経77度13分2秒 / 北緯28.61556度 東経77.21722度

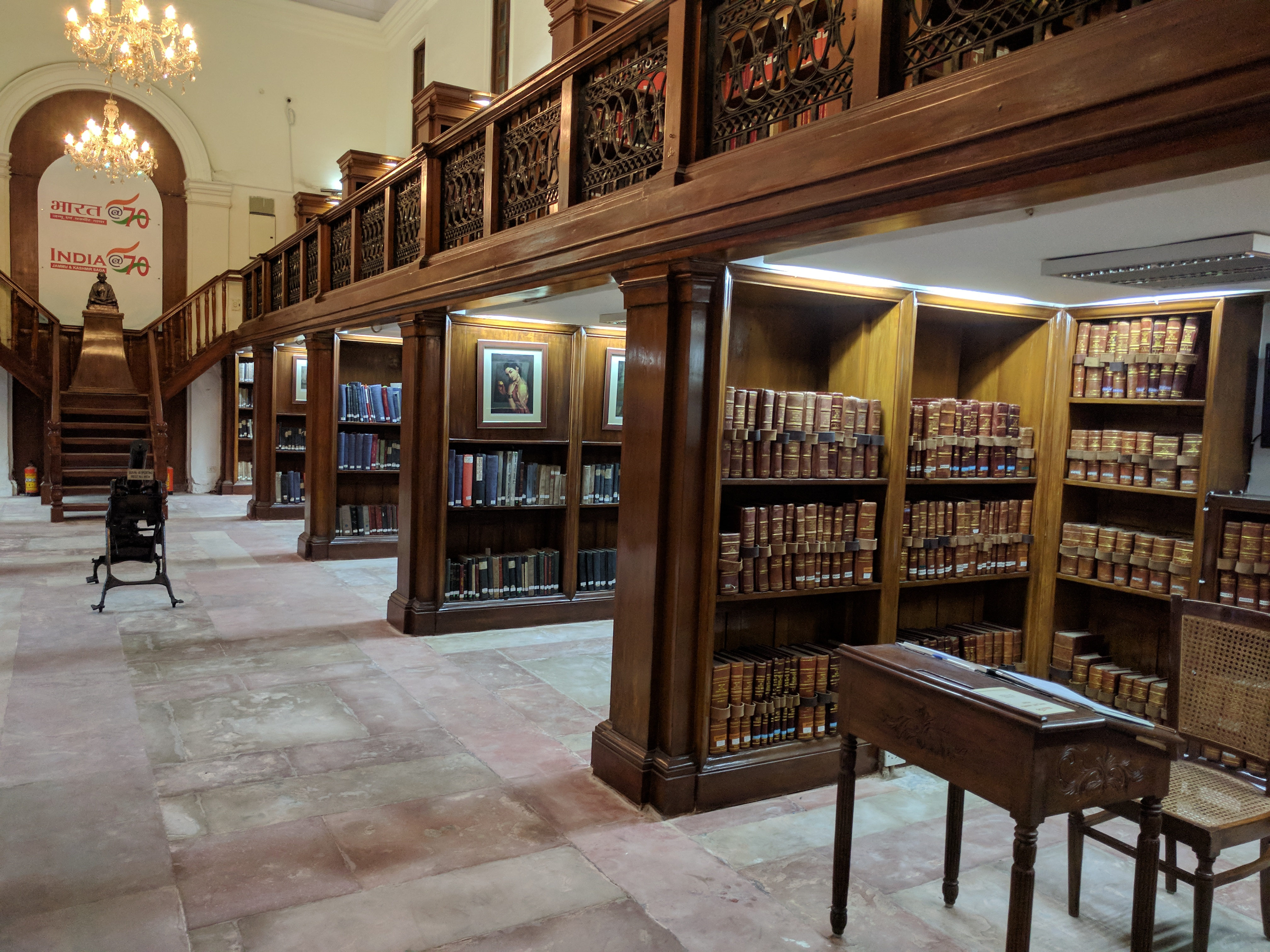
建物の内部

インド国立公文書館（インドこくりつこうぶんしょかん、ヒンディー語: राष्ट्रीय अभिलेखागार rāṣṭrīy abhilekhāgār、英語: National Archives of India、NAI）は、インドのニューデリーにある公文書館。
18世紀以降のインド行政に関する未刊行資料を所蔵する。
インド文部省に所属し、ボーパールに支部が、ジャイプル、ポンディシェリ、ブバネーシュワルに記録センターがある。
イギリス領インド帝国時代の1891年、当時の首都コルカタにImperial Record Departmentとして設立された。1911年に首都がコルカタから移転し、それにともなって公文書館もデリーに移された。1926年に現在の建物が開館した。インドが独立した後、現在の名前に改称された。
利用には身分証明書が必要になる。1日3回、各10件まで出納される。